# Арзебеляк
Арзебеля́к (рос. Арзебеляк, марій. Ӧрзалак) — присілок у складі Звениговського району Марій Ел, Росія. Входить до складу Красноярського сільського поселення.

## Населення
Населення — 99 осіб (2010; 119 у 2002).
Національний склад (станом на 2002 рік):
- марі — 96 %